# Glaphyromorphus clandestinus
Glaphyromorphus clandestinus — вид сцинкоподібних ящірок родини сцинкових (Scincidae). Ендемік Австралії.

## Поширення і екологія
Glaphyromorphus clandestinus відомі з типової місцевості, розташованої на горі Елліот на сході Квінсленду, на висоті 425 м над рівнем моря. Вони живуть в галерейних лісах і відкритих евкаліптових рідколіссях, серед каміння і скель на берегах струмків.